# مهدي مهدي بور
مهدي مهدي بور (بالفارسية: مهدی مهدی‌پور) هو لاعب كرة قدم إيراني، من مواليد 25 فبراير 1994، يلعب في صفوف نادي استقلال طهران.

## روابط خارجية
- مهدي مهدي بور على موقع قاعدة بيانات كرة القدم.إي يو (الإنجليزية)
- مهدي مهدي بور على موقع ناشيونال فوتبول تيمز (الإنجليزية)